# 鹿豹座47
鹿豹座47，又名BD+60 1048，HD 56820、SAO 26298、HR 2772，是鹿豹座的一颗恒星，视星等为6.35，位于銀經156.84，銀緯27.03，其B1900.0坐标为赤經7h 13m 31.7s，赤緯+60° 27.03′ 14″。